# 石南藤
石南藤（学名：Piper wallichii）为胡椒科胡椒属的植物。分布在孟加拉、印度尼西亚、印度、尼泊尔以及中国大陆的云南、贵州、四川、甘肃、湖北、湖南、广西等地，生长于海拔310米至2,600米的地区，一般生长在湿润地、林中荫处、石壁上及树上，目前尚未由人工引种栽培。

## 异名
- Piper wallichii (Miq.) Hand.-Mazz. var. hupehense (DC.) Hand.-Mazz.